# Schloss Bajnski dvori

Wappen der Familie Bot von Bajna, der Gründer des Schlosses

Das Schloss Bajnski Dvori (kroatisch: Bajnski dvori) befindet sich im Norden Kroatiens auf dem Gebiet der Ortschaft Gornje Ladanje, Gemeinde Vinica, Gespanschaft Varaždin, etwa 15 Kilometer westlich von der Stadt Varaždin entfernt.
Es entstand Anfang des 17. Jahrhunderts, als die Mitglieder der aus Ungarn stammenden Familie Bot von Bajna ein Gut an dieser Stelle gründeten. Etwas zuvor hatte diese Familie zwei Bane von Kroatien hervor, Ivan Bot (1493) und Andrija Bot (1505–1507) hervorgebracht. Später waren die Besitzer des Schlosses die Mitglieder mehrerer Familien, der Baćan (ungarisch: Batthyány), Erded (ungarisch: Erdödy) und Feštetić.
Das Schloss wurde im 19. Jahrhundert im historistischen Stil umgebaut und erweitert. Am Ende des Ersten Weltkriegs 1918 wurde es verwüstet, teilweise zerstört und in Brand gesetzt. Dabei wurden die zahlreichen wertvollen Kunstwerke, Bücher und Wertsachen beschädigt, zerstört oder sie verschwanden.
Bis heute ist nur der Ostflügel des Schlosses erhalten und stellt, zusammen mit der umgebenden Parkanlage mit einem See und einer Kapelle, einen würdigen Komplex der Baukunst und Parkarchitektur dar. Während der Zeit nach dem Zweiten Weltkrieg bis vor kurzem waren einige Abteilungen des Allgemeinen Krankenhauses Varaždin in dem Schloss untergebracht, heute ist es geräumt, vernachlässigt und verfällt langsam.

## Fotos

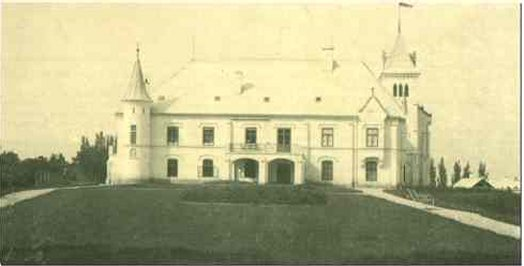
Foto aus 1913
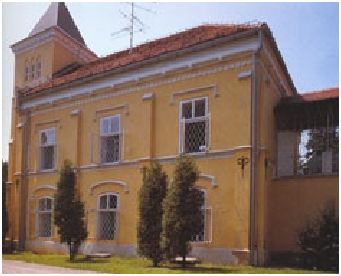
Ein aktuelles Foto